# Турнянский замок
Турнянский замок (словац. Turniansky hrad) — руины замка на юго-востоке Словакии. Расположены на скале над селом Турня-над-Бодвоу. Отсюда хорошо просматривался весь комитат Турня (словац. Turňa). В комплекс руин замка входят:
- готическая цитадель с донжоном,
- дворец в стиле итальянского Ренессанса,
- хозяйственные постройки.

## История
Первое документированное свидетельство о замке относится к 1357 году. Однако существует предание, что его основал ещё в 1-й половине XIII века словацкий феодал Ян Турнянский (словац. Ján Turniansky), вассал Венгерской короны. Он получил и Турню, и фамилию «Турнянский» (венгерский вариант фамилии: «Tornay») в награду за отличия в боях с вторгшимися в венгерские пределы полчищами хана Батыя. В 1357 году замок расширили, воздвигли в его стенах готический дворец.
В 1406 году род Турнянских пресёкся. Король назначил капитаном (комендантом) замка Иштвана Беренци (словац. István Berencsi). Последний взял себе вторую фамилию «Tornay». Вскоре, в 1409 году, король пожаловал Турнянский замок Штефану Шафару из Бранча (словац. Štefan Šafár z Branča). От него в 1440 году замок перешёл к Имре Бебеку (словац. Imre Bebek) из рода Бебековцев (Bebekovci). В том же 1440 году в Словакии появился гуситский полководец Ян Искра.
Елизавета пригласила к себе на службу известного военачальника гуситов, авантюриста Яна Искру. Королева доверила ему командование всеми вооружёнными силами в краях Подтатранских.
 — писал русский историк А. И. Степович.
В 1448 году Имре Бебек сражался против турок под началом венгерского полководца Яноша Хуньяди и принял участие в битве на Косовом поле. Из-за измены сербского князя Георгия Бранковича Хуньяди проиграл сражение, а Бебек погиб. В том же 1448 году Турнянский замок взяла в осаду армия Яна Искры. В 1451 году Янош Хуньяди деблокировал замок и принудил Искру присягнуть на верность Венгерской короне. После Бебековцев замком владели Кеглевичи (Keglevichi, Keglevichovci).
В 1476 году Турнянский замок купил у Кеглевичей подскарбий Венгерского королевства, венгерский магнат хорватского происхождения Имре Запольяи (Запольский) из Спиша (ок. 1420—1487). Его потомки владели замком вплоть до 1531 года.
В XVI веке, ввиду подступившей вплотную турецкой угрозы, Турнянский замок был реконструирован и укреплён. Сохранились ренессансные постройки 1540—1550 годах. В 1556 году замком владел Дитрих Пуххейм (словац. Dietrich Puchheim), которому пришлось сдаться войскам Дьёрдя Бебека.
В XVII веке Турнянский замок оказался на самой границе с Османской империей. В 1612 году замком овладел трансильванский князь Габор Бетлен, но по условиям Венского мира 1624 году замок был возвращён кайзеру Фердинанду II. В 1652 году во время безуспешной осады замка турки выжгли Турнянске-Подградье. То же повторилось в 1675 году. В 1678 году замок осадила армия куруцев трансильванского правителя Имре Тёкёли, возглавившего освободительное движение против тирании Габсбургов. Венгерский гарнизон перешёл на сторону трансильванцев. В 1679 году замок отбил генерал Лесли (шотландец, состоявший на имперской службе). В 1683 году Ибрагим-паша, объединившись с войсками Имре Тёкёли, снова занял замок.
В 1685 году Турнянский замок захватил и приказал разрушить имперский генерал Шульц — чтобы крепость не досталась куруцам. После той войны замок не стали восстанавливать.
В 1896 году руины Турнянского замка запечатлел на своих полотнах венгерский художник и историк Саму Боровский (1860—1912).
Впоследствии консервацию замковых руин произвели члены добровольного общества «CASTELLUM TORNENSIS».